# 積體光學
積體光學（英語：或），概念上，是利用半導體製程將光學元件如調變器、開關、分光器等等，直接製作在一個積體電路裡面，變成一個緊緻的光電積體電路元件。相對於電子積體電路是傳遞電子，積體光學元件主要是傳遞可見光或是紅外線波段的光學訊號，而線路中各元件的連接，是由光波波導完成。這種小型化、穩定性高的積體光學元件將在光電通訊系統中發揮越來越大的作用，對光電工業的發展產生深遠的影響。
光電積體元件在商業量產上，主要是以磷化銦為製作用的三五族半導體材料。 此類材料可以將許多的光學主動或是被動功能生長製作在同一塊晶片上。最初的光學積體電路範例，分散式布拉格反射器雷射，僅僅簡單的包含兩個部分：一個增益區與一個分散式布拉格反射器共振腔區。隨後的所有現代單晶片可變波長雷射（monolithic tunable laser）、廣範圍可變波長雷射（widely tunable laser）、外加調制雷射 （externally modulated lasers）、電磁發射器（transmitters）、積體接收器（integrated receivers）等等，都成為光學積體電路的典型範例。現行的高品質光學積體電路元件可以在一片小小磷化銦晶片上整合數以百計的光學功能。
近年來，已經有大量資金投入矽晶圓光學積體電路開發。在2005年開始，已經發現利用矽材料的頻帶能隙做非直接光譜躍遷，可以在矽晶圓上製作雷射元件，利用拉曼非線性光譜機制而發出雷射光線 。這類的矽晶光學積體電路雷射元件無法直接以電流驅動產生雷射光，須由外加雷射光源驅動。目前最前瞻的光學積體電路開發作業，據信大多集中在位於美國的貝爾實驗室。而學術研究方面，在磷化銦晶片光學積體電路上為人注目的整合研究單位則有美國加州大學聖塔芭芭拉分校（University of California at Santa Barbara, USA）與荷蘭恩何芬理工大學（Technische Universiteit Eindhoven）。
於2014-2015年，隨著資料量的增加，數據中心的需求，以及form factor的縮小，積體光學中的矽光積體電路（Silicon photonics）需求增加。同時英國，比利時，美國，新加玻國家實驗室及公司也相繼支持矽光積體電路的設備投入。近年各foundry以multi-project wafer (MPW)方式降低進入門檻，也支持了許多科學計畫和機體光學新創公司的發展。應用面涵蓋傳統的長距離及都會通訊(long haul and metro)，數據中心傳輸(data center)，以及其他消費性電子產品(consumer electronics)。
在台灣，1983年國立台灣大學電機工程學系成立積體光學研究室，王維新教授主持，合作者有李偉裕教授，莊為群教授，王子建教授等，持續在此領域研究。